# 광주MBC라디오칼럼
《광주MBC라디오칼럼》은 광주MBC 표준FM(AM 819kHz, 표준FM 93.9MHz)에서 방송되는 시사·정보프로그램이다. 평일 오전 7시 55분부터 오전 8시까지 방송한다.
| 광주MBC 표준FM 평일 프로그램 |                          |                            |
| 이전                         | 광주MBC라디오칼럼        | 다음                       |
| 황동현의 시선집중 1·2부      | 광주MBC라디오칼럼        | MBC 아침종합뉴스 광주·전남 |
| 아침 7시 5분 ~ 아침 7시 55분 | 아침 7시 55분 ~ 아침 8시 | 아침 8시 ~ 아침 8시 10분   |
|                              |                          |                            |